# Ruisseau de Grandvoir
Le ruisseau de Grandvoir appelé aussi localement ruisseau de La Rosière est un cours d'eau de Belgique coulant principalement dans la commune de Neufchâteau, affluent en rive gauche de la Vierre et faisant donc partie du bassin versant de la Meuse.

## Parcours
Le ruisseau coule globalement en direction du sud au centre de la province de Luxembourg. 
Il prend sa source au sud-ouest de Libramont nourrissant un petit étang avoisinant la ligne de chemin de fer 165.  S'orientant d'abord vers le sud-est, il traverse le village de Neuvillers avant de passer sous l'autoroute E411. Prenant ensuite la direction du sud, il arrose successivement Grandvoir et Petitvoir (commune de Neufchâteau). 
En aval du village de Petitvoir, le ruisseau s'engage dans une étroite plaine alluviale considérée comme site de grand intérêt biologique, le cours d'eau accueillant notamment une population de moules perlières. 
Le ruisseau rejoint ensuite la rive gauche de la Vierre à l'est du village de Saint-Médard à la limite des communes de Bertrix et Herbeumont.